# Koudiéré
Koudiéré est une localité située dans le département de Tanghin-Dassouri de la province du Kadiogo dans la région Centre au Burkina Faso.

## Géographie
Koudiéré est administrativement rattaché à Taonsgho situé à un kilomètre à l'est. Le village se trouve à 6 km au sud-ouest du centre de Tanghin-Dassouri, le chef-lieu du département, et à 30 km de celui de Ouagadougou.
Le village est traversé par la route nationale 1.

## Santé et éducation
Koudiéré accueille un dispensaire isolé tandis que le centre médical (CM) se trouve à Tanghin-Dassouri et les hôpitaux à Ouagadougou.
Le village possède une école primaire publique.